# Kazimierz Bujnicki

Kazimierz Bujnicki

Kazimierz Bujnicki (Krasław, hoy Krāslava, 30 de noviembre de 1788 – Dagda, Letonia, 14 de julio de 1878) fue un escritor polaco.

## Biografía
Kazimierz Bujnicki era hijo de Andrzej, un chambelán de Vitebsk (podkomorzy witebski), y de su esposa Anna. Nació el 30 de noviembre de 1788 en Krāslava.
De 1842 a 1849 fue editor de "Rubon" (Wilno). Fue colaborador de "Tygodnik Petersburski", "Ateneum" y "Kronika rodzinna". Bujnicki también fue autor de un diario (Pamiętniki).

## Publicaciones
- Wędrówka po małych drogach. Szkice obyczajów na prowincji, T. I, Wilno 1841.
- Wędrówka po małych drogach. Szkice obyczajów na prowincji, T. II, Wilno 1841.
- Siostra Giertruda. Powieść wierszem napisana, Wilno 1842.
- Rubon. Pismo poświęcone pożytecznej rozrywce, Wilno 1842-1849.
- Komedye prozą me wierszem, Wilno 1851.
- Nowa wędrówka po małych drogach. Szkice obyczajowe, T. I, Wilno 1852.
- Nowa wędrówka po małych drogach. Szkice obyczajowe, T. II, Wilno 1852.
- Pamiętniki księdza Jordana. Obrazek Inflant w XVII wieku, Tom I. Wilno 1852.
- Pamiętniki księdza Jordana: obrazek Inflant w XVII wieku, Tom II.  Wilno 1852.
- Stara panna. Powieść współczesna, Wilno 1855.
- Biórko. Obrazek obyczajowy z lat ostatnich minionego wieku, Cz. 1, Wilno 1862.
- Biórko. Obrazek obyczajowy z lat ostatnich minionego wieku, Cz. 2, Wilno 1862.